# آراوکاریوکسیلون آریزونیکوم

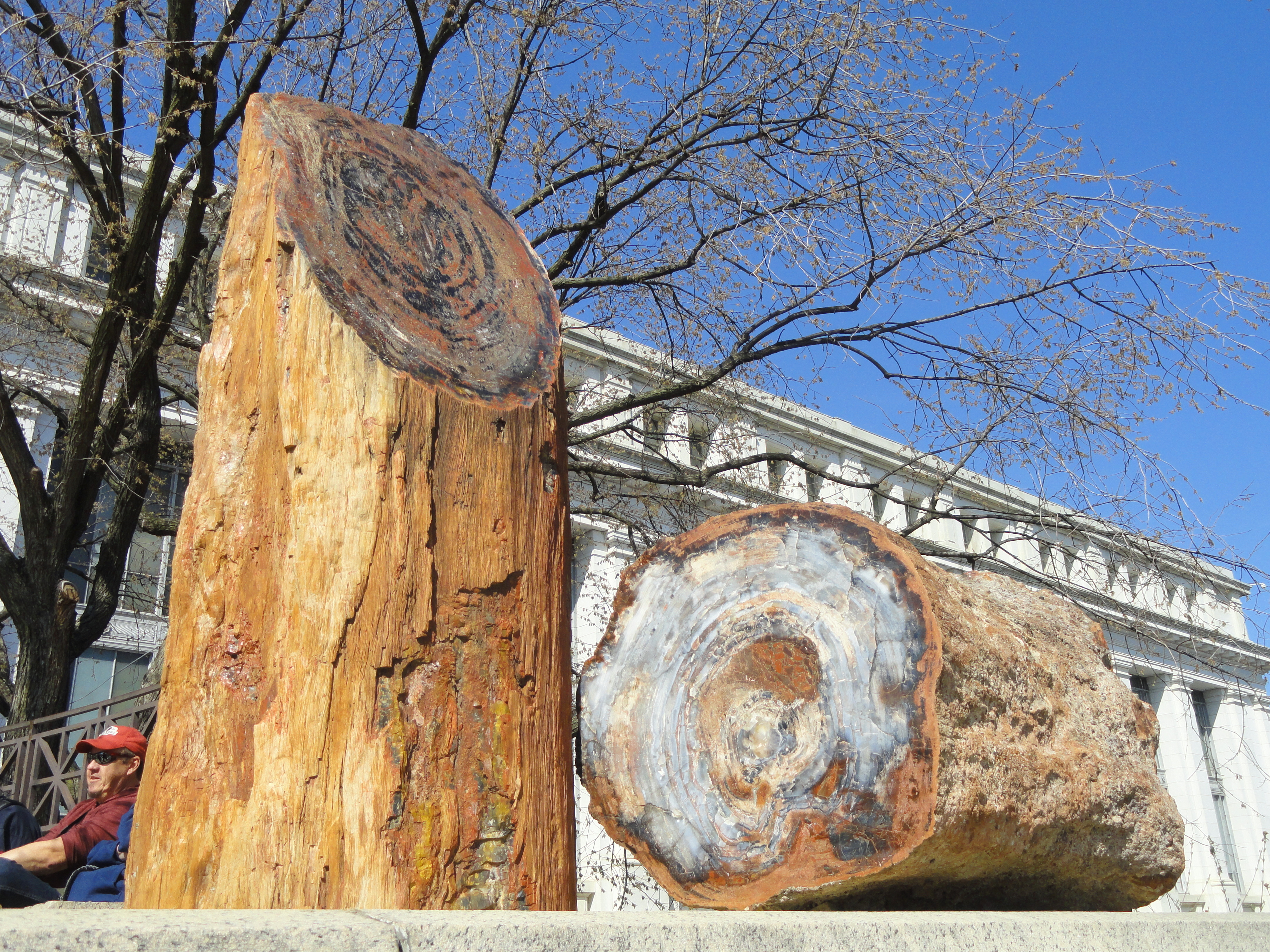
آراوکاریوکسیلون آریزونیکوم سنگ شده.

آراوکاریوکسیلون آریزونیکوم یا درخت سنگی آریزونا یک گونهٔ منقرض شده از مخروطیان است که در فسیل ایالت آریزونا وجود دارد.
این گونه از درختان با تنه های غول پیکر شناحته می‌شدند که در کویر بدبوم در شمال آریزونا و مجاور نیومکزیکو و جنگل سنگ شده کمنتیس در کمنیتز، آلمان، به ویژه در ۳۷۸٫۵۱ کیلومتر مربع (۹۳٬۵۳۰ جریب فرنگی) پارک ملی جنگل سنگی وجود دارند.
در پارک ملی جنگل سنگی این تنه‌ها در سطح محلی به قدری فراوان هستند که به عنوان مصالح ساختمانی مورد استفاده قرار گرفته‌اند.

## شرح
چوب سنگ‌شده این درخت به دلیل رنگ‌های بسیار متنوعی که در برخی از نمونه‌ها وجود دارد، اغلب به عنوان چوب رنگین کمان شناخته می‌شود. قرمز و زرد توسط اشکال ذرات بزرگ اکسید آهن تولید می‌شوند که زرد لیمونیت و قرمز هماتیت است. رنگ بنفش از کروی‌های بسیار ریز هماتیت می‌آید که در سراسر ماتریس کوارتز توزیع شده‌است، که گاهی اوقات با منگنز اشتباه گرفته می‌شود.

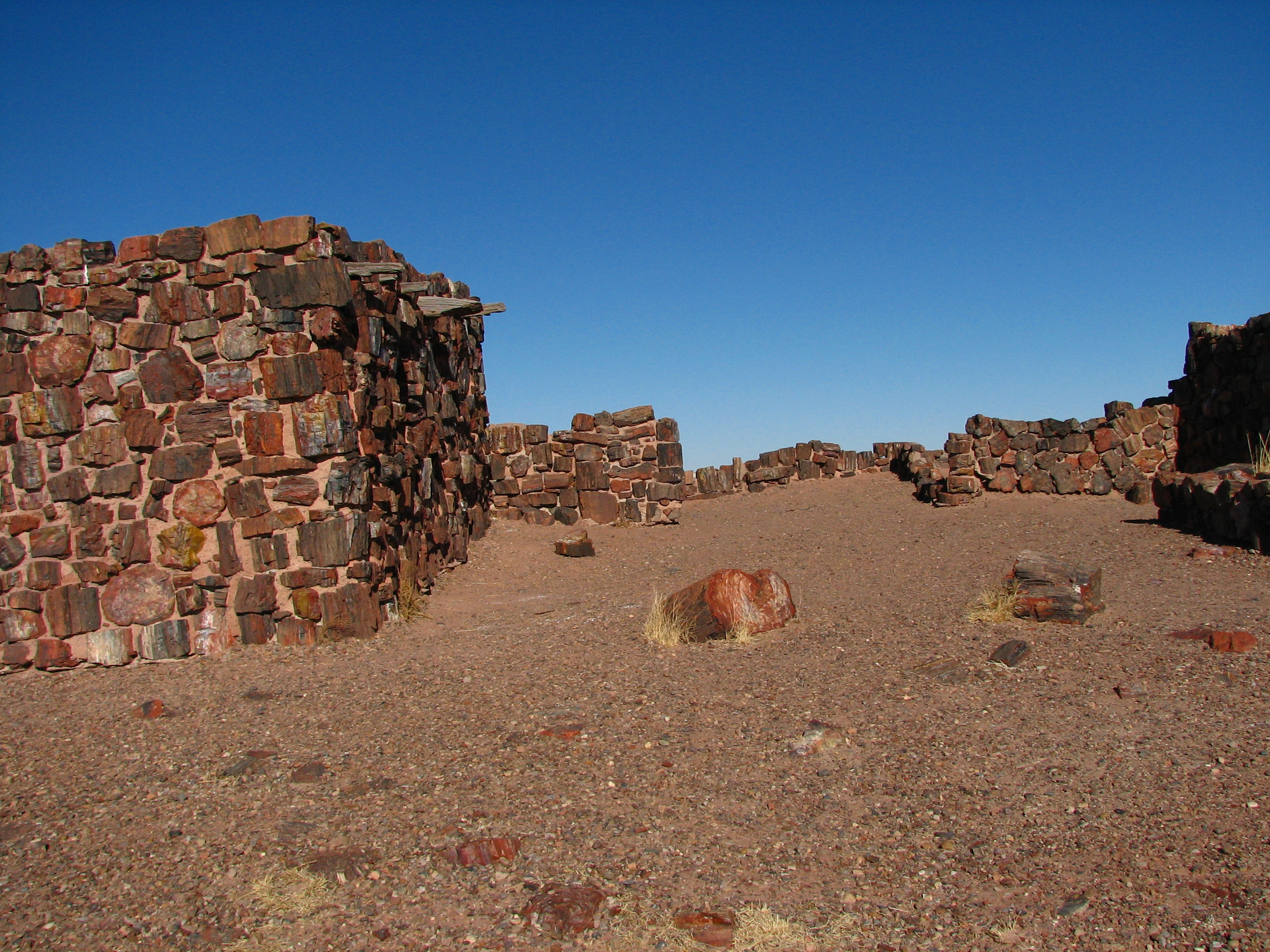
خانه عقیق پوبلو، ساخته شده با چوب سنگ شده

## پالئواکولوژی
در دوره تریاس (حدود ۲۵۰ تا ۲۰۰ میلیون سال پیش)، آریزونا یک گستره استوایی هموار در گوشه شمال غربی ابرقاره پانگه آ بود. در آنجا جنگلی از آ. آریزونیکوم رشد کرد که تا ۶۰ متر (۲۰۰ فوت) بلندی و بیش از ۶۰ سانتیمتر (۲٫۰ فوت) قطر داشتند. در فسیلهای این منطقه ز لارو حشراتی شبیه به سوسک یافت شده‌است (مشابه اعضای خانواده مدرن تنندوسوسکیان).

## طبقه‌بندی
آراوکاریوکسیلون آریزونیکوم در خانواده مطبق کاجیان، در سال ۱۸۸۹ توسط دیرینه گیاه‌شناس آمریکایی فرانک هال نولتون طبقه‌بندی شدند.
اعتبار نام آراوکاریوکسیلون آریزونیکوم زیر سؤال رفته‌است. آ. آریزونیکوم ممکن است در واقع از چندین جنس و گونه مختلف تشکیل شده باشد. مطالعه‌ای در سال ۲۰۰۷ بر روی گونه‌هایی که نولتون در توصیف این گونه استفاده کرد، نشان داد که آنها به سه گونه تعلق دارند. آنها به‌طور آزمایشی به عنوان Pullisilvaxylon arizonicum , Pullisilvaxylon daughertii و Chinleoxylon Knowltonii مجدداً طبقه‌بندی شدند؛ بنابراین جنس آراوکاریوکسیلون ممکن است زیاد دقیق نباشد؛ بنابراین کنده‌های سنگ شده پارک ملی جنگل سنکی ممکن است از تنوع بیشتری نسبت به آنچه در ابتدا تصور می‌شد تشکیل شده باشد.